# 鄭一信
鄭一信（1528年—1590年），字君允，號石岩，福建泉州府惠安縣人，民籍，明朝政治人物。

## 生平
嘉靖三十四年（1555年）乙卯科福建鄉試第二名舉人。嘉靖四十四年（1565年）中式乙丑科會試第一百六十一名，三甲第一百零四名進士。户部观政，本年八月授南京行人司左司副，隆慶二年（1568年）五月升南刑部员外郎，三年五月升郎中，五年四月升浙江金華府知府。万历二年（1574年）二月调石阡府，八年正月升四川副使，十一年二月调广西，十四年致仕。十八年卒，得年六十有三。

## 家族
曾祖鄭元郎；祖父鄭琛，教諭；父鄭荊山，庠生累赠知府；母郭氏，累赠恭人；繼母王氏，累赠恭人；繼母胡氏；繼母陳氏。兄一謙、弟伟（庠生）、一俊、一燫（同知）、一佐、一鸞。